# Peso vénézuélien
Le peso est la première monnaie nationale des États-Unis de Venezuela formés en juillet 1811. Malgré des débuts difficiles du fait des guerres d'indépendance et de luttes politiques internes, circulant à concurrence du réal vénézuélien jusqu'en 1843, elle reste l'unité monétaire du pays jusqu'en 1874, remplacée par le venezolano.

## Histoire

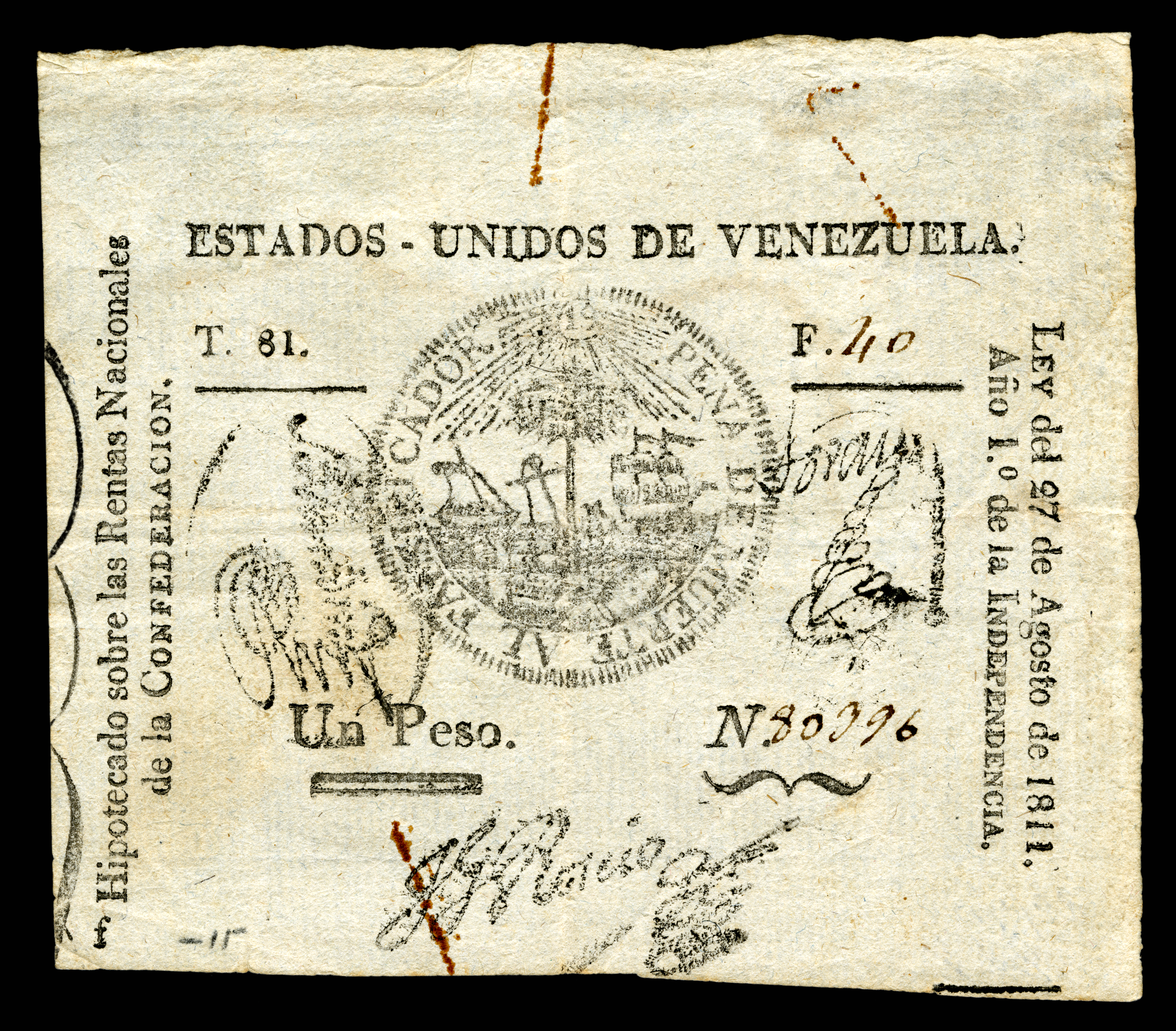
Billet de 1 peso des États-Unis de Venezuela (loi du 27 août 1811), premier billet de ce pays.

Jusqu'en 1821, le réal colonial espagnol continue de circuler sur une partie du territoire de la Grande Colombie (1819-1830) : certains vénézuéliens sont légalistes, d'autres veulent l'indépendance ; par ailleurs, le pays est divisé entre factions royalistes et républicaines. Entre 1802 et 1821, c'est principalement la Monnaie de Caracas qui assure la frappe des pièces libellées en réaux. Avec la loi du 27 août 1811 votée par les États-Unis de Venezuela, les indépendantistes proclament la création d'une monnaie nationale, le peso, qui prend la forme d'un papier-monnaie dont la valeur est garantie par « l'hypothèque des biens nationaux de la confédération » (hypotecado sobre las rentas nacionales de la confederacion). Le cours de conversion est d'abord de 8 réaux contre un peso. Le réal colombien circule librement au Venezuela jusqu'en 1821 et c'est Caracas qui continue à fabriquer du numéraire. Les royalistes et des provinces indépendantistes fabriquent de leurs côtés le réal vénézuélien. En 1837, le réal colombien devient le peso colombien. En 1843, le Venezuela unifie sa propre monnaie autour du peso vénézuélien, mais le pays est encore envahi de monnaies étrangères dont celles de Colombie. Le nouveau système est à double niveau, proposant 1 peso subdivisé en 10 réaux ou 100 centavos, 1 réal équivaut à 10 centavos.
Le peso vénézuélien devient le venezolano en 1874 au taux de un contre un.

## Pièces de monnaie

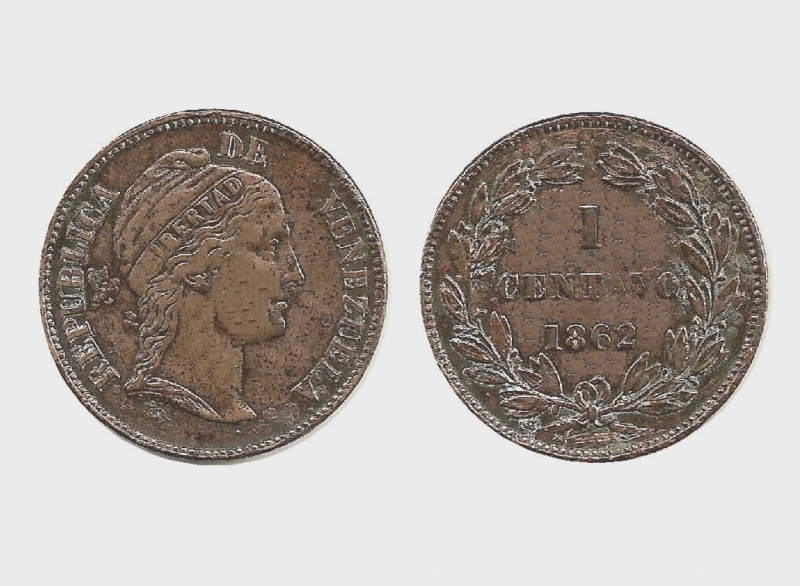
Pièce de 1 centavo de peso en cuivre (1862).

En 1843, comportant la mention Republica de Venezuela, les premières pièces en cuivre sont frappées aux valeurs de ¼, ½ et 1 centavo. En 1858, des pièces en argent sont émises pour des valeurs de ½, 1, 2 et 5 réaux avec une tête de femme représentant la liberté, à partir de coins gravés par Ralph Heaton & Sons (Birmingham) et à la Monnaie de Paris. En 1863, une pièce d'argent de 10 réaux (1 peso) d'un poids de 23 g à 900 pour mille est frappée à Paris, gravée par Désiré-Albert Barre, représentant le profil du général José Antonio Páez ciudadano esclarecido (« citoyen éclairé ») : extrêmement rare, la plupart ayant été refondues.

## Billets de banque
En 1811, une première série comprend des valeurs de 2 réaux, 1, 2, 4, 5, 8 et 10 pesos. En 1849, le Trésor vénézuélien émet un nouveau billet de 5 pesos, suivi par des coupures gouvernementales d'une valeur de 5, 10, 50, 100, 500 et 1000 pesos à partir de 1859. En 1860, sont imprimés des billets de 8 réaux et 20 pesos.